# Augustus Radcliffe Grote
Augustus Radcliffe Grote (1841 Liverpool, Inglaterra - 1903 en Hildesheim, Alemania) fue un entomólogo inglés que trabajó principalmente en los Estados Unidos. Grote investigó, descubrió y designó varias mariposas y polillas en América del Norte, en particular en Estados Unidos, México y Cuba.

## Obras literarias
- The effect of the glacial epoch upon the distribution of insects in North America, Salem, Mass. Impreso por Salem press, 1876
- Notes on the Sphingidæ of Cuba, Filadelfia, 1865
- Check list of the Noctuidae of America, north of Mexico ... I - II. Buffalo, N. Y., 1875-1876[1][2]
- The New Infidelity; G.P. Putnam's; 1881; 101 pp.

## Abreviatura (zoología)
La abreviatura Grote  se emplea para indicar a Augustus Radcliffe Grote como autoridad en la descripción y taxonomía en zoología.